# Christian Nachtigäller

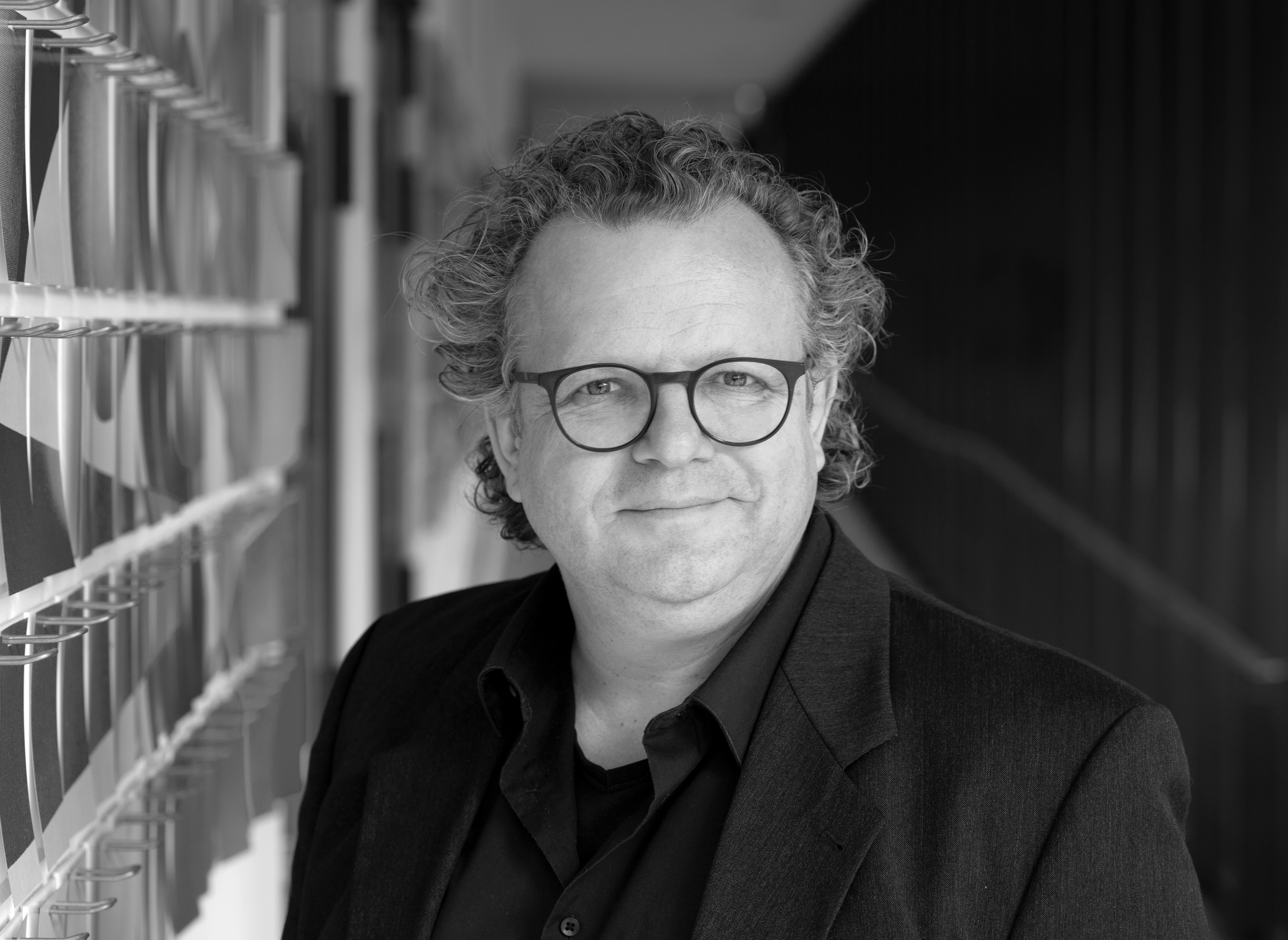
Christian Nachtigäller, 2024

Christian Nachtigäller (* 27. Juni 1968 in Münster) ist ein deutscher Autor und Künstler. Er schreibt Romane, Kurzgeschichten und Gedichte.

## Leben
Christian Nachtigäller wurde 1968 in Münster (Westf.) geboren und wuchs zusammen mit einem älteren Bruder auf. Nach mehreren Umzügen, unter anderem nach Ostwestfalen und Bayern, kam er zurück nach Münster, wo er eine Lehre zum Raumausstatter absolvierte und ab 1992 Architektur an der Fachhochschule Münster studierte. In dieser Zeit schrieb er erste Geschichten und Gedichte, war Mitglied mehrerer Schreibgruppen und hatte erste Auftritte bei Poetry-Slams und Lesungen. Nachtigällers Themen sind hauptsächlich Alltagssituationen mit hohem Wiedererkennungswert. Oft skurril oder morbid, doch immer mit einem Augenzwinkern, zeigen sie die heitere Seite einer Geschichte.
Nachtigäller arbeitet ebenso als Lyriker. So entstanden mit dem Fotografen Andreas Lechtape  die Lyrik-Bildbände Meer Gedichte und Guter Rad.
Neben seiner eigenen Werkstatt leitet er seit 2009 die Textilwerkstatt der Münster School of Design der Fachhochschule Münster.
Nachtigäller ist verheiratet und hat zwei Kinder. Er lebt mit seiner Familie in Telgte.

## Bücher
- Der Wildhüter. Verlag Monsenstein und Vannerdat, Münster 2008, ISBN 978-3865826909
- WeihnachtsWahn. Edition LesArt, Telgte 2011, ISBN 978-3745053814
- Spargelschuss. Aschendorff Verlag, Münster 2012, ISBN 978-3402129708
- Katzentisch und Klammerblues: Von Familienfeiern und anderen Katastrophen, Aschendorff Verlag, Münster 2013, ISBN 978-3402130322
- Meer Gedichte. Aschendorff Verlag, Münster 2016, ISBN 978-3402131985
- Guter Rad. Luther-Verlag, Bielefeld 2018, ISBN 978-3785807347
- Alltagsheld: Geschichten vom alltäglichen Wahnsinn und wahnsinnigen Alltag. Aschendorff Verlag, Münster  2020, ISBN 978-3402247167
- WortWalzer: Gereimtes zu Ungereimtheiten. Neopulbi, 2021, ISBN 978-3754133316

## Kunst
- "Die Silberleeze", 1997, der Beitrag zur Skulpturen-Ausstellung 1997 in Münster
- "FriedensStühle", 1998, entstanden zum 350. Jubiläum des Westfälischen Friedens
- "Die Säule der Kultur", 2007, der Beitrag zur Skulpturen-Ausstellung 2007
- Krippe "Licht in der Nacht", 2016
- "Proud America", 2017, der Beitrag zur Skulpturen-Ausstellung 2017 in Münster
- Krippe "Pacifer Forte", 2017
- Krippe "Auf dem Weg", 2018

## Auszeichnungen
- Bischof-Tenhumberg-Preis  2022[2]